# Colbún
Colbún este un târg și comună din provincia Linares, regiunea Maule, Chile, cu o populație de 17.619 locuitori (2012) și o suprafață de 2899,9 km2.